# Byssjatjärnen
Byssjatjärnen är en sjö i Vindelns kommun i Västerbotten och ingår i Umeälvens huvudavrinningsområde. Sjön har en area på 0,0356 kvadratkilometer och ligger 183,3 meter över havet. Byssjatjärnen ligger i Åtmyrberget Natura 2000-område.

## Delavrinningsområde
Byssjatjärnen ingår i det delavrinningsområde (714065-166146) som SMHI kallar för Ovan VDRID = Byssjan i Umeälvens vattendragsyta. Medelhöjden är 212 meter över havet och ytan är 32,36 kvadratkilometer. Räknas de 1002 avrinningsområdena uppströms in blir den ackumulerade arean 12 557,73 kvadratkilometer. Avrinningsområdets utflöde Umeälven mynnar i havet. Avrinningsområdet består mestadels av skog (68 procent) och sankmarker (14 procent). Avrinningsområdet har 2,78 kvadratkilometer vattenytor vilket ger det en sjöprocent på 8,6 procent.